# 日本クルーズ客船
日本クルーズ客船株式会社（にほんクルーズきゃくせん、Japan Cruise Line. Ltd.）は、大阪府大阪市北区に本社を置いていた、日本の海運会社。SHKライングループ。

## 概要
1980年に下関 - 青島間の航路を開設しその間合いで民間チャータークルーズ事業を展開していたSHKライングループが、新造大型客船「おりえんとびいなす」の運航を中心に、クルーズ事業の拡大を目的とした新会社として設立。新日本海フェリーの子会社であり、船舶自体は新日本海フェリーが日本クルーズ客船用に建造した船舶を用船する形としていた。
新型コロナウイルス感染症が流行した2020年以降、一時はクルーズ自体の休止を余儀なくされた他、運行再開後も客足が戻らないことから、2023年1月をもって客船事業を終了し、その後会社自体を清算する方針である。

## 沿革
- 1989年4月 - 関光汽船により設立。
- 1990年
  - SHKラインの西日本汽船より「ニューゆうとぴあ」を移管。
  - 7月 - 「おりえんとびいなす」が就航する。
- 1997年 - 「ニューゆうとぴあ」引退。
- 1998年4月 - 「ぱしふぃっくびいなす」が就航する。
- 2001年
  - 3月15日 - 6月27日 - 「ぱしふぃっくびいなす」を用いて初の世界一周クルーズを実施[6]。
  - 10月 - 商船三井客船との折半により日本チャータークルーズ (NCC) を設立し、おりえんとびいなすを同社に移管する。
- 2014年 - 日本チャータークルーズ解散。
- 2020年2月27日 - 12月4日 - 2019新型コロナウイルスに伴い全クルーズの催行を中止[7][8][9]。以降断続的に長期休止を繰り返し新型コロナ蔓延防止等重点措置解除の2022年3月までに8航海のみの催行にとどまった[10]。
- 2022年
  - 11月1日 - 2023年1月をもっての客船事業終了を発表[5]。
  - 12月27日 - 2023年1月4日 - 最終航海となる神戸-名瀬-石垣-那覇-神戸周遊の「びいなすニューイヤークルーズ」を実施[11]。
- 2024年3月29日 - 登記簿閉鎖（清算の完了）。

## 保有船舶
ファンネルマークはブランドネーム「Venus Cruise」の頭文字の「V」と絵画「ヴィーナスの誕生」をモチーフとし、中央のピンク部分がヴィーナスの立ち姿を表す形としている。

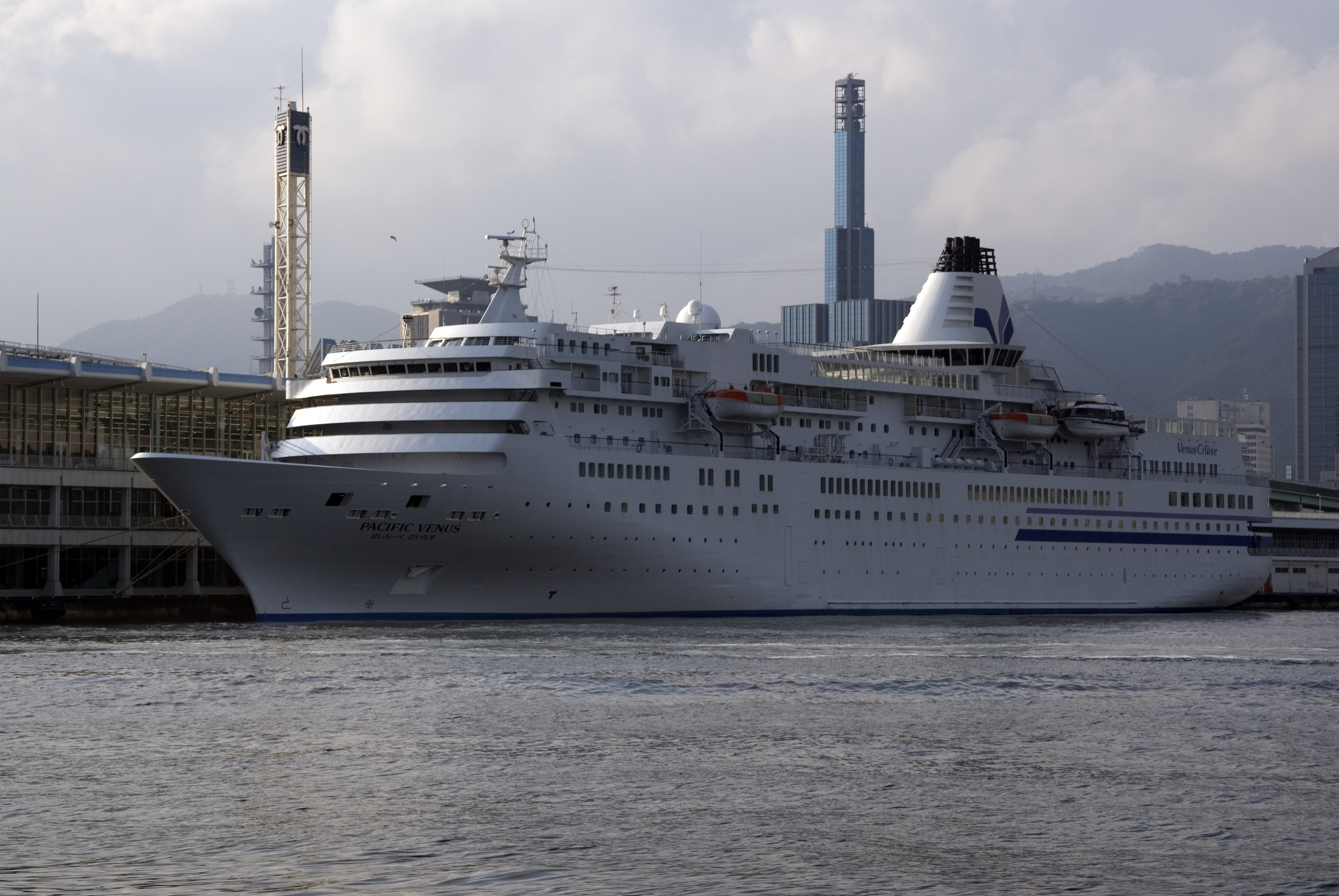
神戸港・神戸ポートターミナルにて
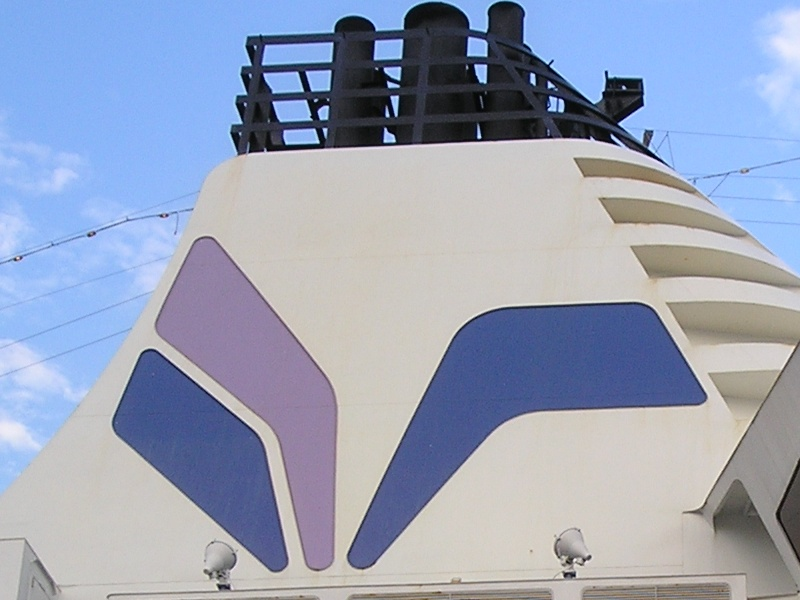
ファンネルマーク

ニューゆうとぴあ
1974年進水、1990年移籍。全長176m、幅21.0m、航海速力25.3ノット、12,347総トン。
旅客定員578名、尾道造船建造。
旧琉球海運「だいやもんど おきなわ」。1982年SHKライングループの西日本商船（後の西日本汽船）に就航、1990年日本クルーズ客船に移籍、1997年引退。
おりえんとびいなす
1990年1月進水、同年就航。全長174m、幅24.0m、航海速力21ノット、出力18,540馬力。
旅客定員606名、石川島播磨重工業東京第一工場建造。
2001年日本チャータークルーズに移管、2005年海外売却。
ぱしふぃっくびいなす
1997年9月進水、1998年4月就航。全長182.9m、幅25.0m、航海速力20.8ノット、出力18,540馬力。
旅客定員696名、石川島播磨重工業東京第一工場建造。2023年1月引退、同年12月に韓国のトゥウォン商船に売却。